# Автопилот (журнал)
«Автопилот»  — российский ежемесячный глянцевый автомобильный журнал, издаваемый АО «Коммерсантъ» с 4 апреля 1994 года и до 1 декабря 2008 года, когда был фактически закрыт, а действие свидетельства Роскомнадзора о регистрации печатного СМИ №012268 было прекращено 16 февраля 2024 года.

## История журнала
«Автопилот» создавался как первый в России автомобильный «глянец». Первым главным редактором издания стал Александр (Савва) Симонов. Логотип журнала нарисовал главный художник «Коммерсанта» Никита Голованов, взяв за основу логотип британской мотоциклетной фирмы Triumph.
Первые выпуски журнала были узкоспециализированными. Так, в одном из первых номеров полтора десятка страниц было посвящено только сравнению Jeep Wrangler и Land Rover Defender.
В штате журнала работали Сергей Асланян и Александр Пикуленко.

В 1996 году руководство ИД «Коммерсантъ» для выхода на более широкую аудиторию решило сменить формат журнала на мужской журнал с автомобильным уклоном.
— Савва в 1994 году сделал прекрасный «Автопилот». Журнал был абсолютной новинкой на рынке. Но потом появилось довольно много красочных автомобильных каталогов, и просто глядеть в технические характеристики иномарок стало скучно. Издательский дом тогда предложил изменить концепцию журнала, сделать его более «человеческим». — из интервью Александра Федорова Сергею Мостовщикову.
Симонов был не согласен со сменой формата, и в апреле 1996 года, за несколько дней до выхода очередного номера, уволился вместе со своей командой, забрав ранее подготовленные материалы.
В апреле-мае 1996 года была сформирована новая редакция, руководить которой назначили Александра Федорова.
В журнале появился художественный проект «Жизнь замечательных автомобилей», в рамках которого ретро автомобиль фотографировали в стилистике времени его выпуска, с привлечением актеров массовки, костюмов, реквизита и т.п, чтобы добиться полной иллюзии, что это архивное фото. Над проектом работали фотографы Дмитрий Новокрещенов и Дмитрий Попов.
Также появилась рубрика, в рамках которой автомобили на тест получали российские знаменитости, затем делившиеся своими впечатлениями. Среди них были Дмитрий Певцов, Владимир Вдовиченков, Егор Бероев, Гоша Куценко, Андрей Разбаш, Иван Дыховичный, Алексей Кортнев. Тексты для журнала в этот период писали и известные авторы «Коммерсанта»: Игорь Свинаренко, Валерий Панюшкин, Сергей Мостовщиков, Иван Охлобыстин, Александр Кабаков.
Также в «Автопилоте» проводили социальные акции. На одной из площадок обочины МКАДа был установлен шатер, в котором любой припарковавшийся рядом автовладелец мог задать свои вопросы двум Федоровым — главному редактору «Автопилота» и генералу Владимиру Федорову, возглавлявшему тогда ГАИ-ГИБДД. В 2000 году широкий резонанс вызвала акция в аэропорту «Шереметьево-2», где 20 машин заблокировали выезд из аэропорта после введения за это платы.
В 2004 году руководство ИД «Коммерсантъ» решило изменить журнал. Главным редактором был назначен Николай Фоменко. А исполнительным редактором — журналист, публицист и писатель Игорь Мальцев. Журнал стал толще, у него поменялся дизайн.
Гвоздем номера стал «Тест главного редактора», в рамках которого Николай Фоменко тестировал автомобиль на бывшем аэродроме в Тушино и делился своими впечатлениями.
В 2008 году Фоменко вплотную занялся проектом Marussia и не смог заниматься журналом. Главным редактором был назначен Игорь Мальцев.
Осенью 2008 года, когда разразился мировой финансовый кризис, руководство ИД «Коммерсантъ» приняло решение закрыть журнал.

## Главные редакторы
- Александр (Савва) Симонов (апрель 1994 года — апрель 1996 года)
- Александр Федоров[16] (май 1996 — конец 2004 года)
- Николай Фоменко (лето 2004 — 2008 год)
- Игорь Мальцев (2008—2008)

## Штрафы
В декабре 2003 года, в журнале была размещена реклама водки «Медведь». Таким образом, был нарушен первый пункт 17 статьи ФЗ «О государственном регулировании производства и оборота этилового спирта, алкогольной и спиртосодержащей продукции». ИД «Коммерсантъ» выступавший распространителем рекламного сообщения был оштрафован на 500 МРОТ. В 2003 году минимальный размер оплаты труда составлял 600 рублей, таким образом штраф составил 300 тысяч рублей.